# Uracanthus glabrilineatus
Uracanthus glabrilineatus là một loài bọ cánh cứng trong họ Cerambycidae.